# Abd al-Kasim al-Lahuti
Abu l-Qasem Lahuti —en persa ابوالقاسم لاهوتی, Abolqāsem Lahūtī, Abulqasim Lahuti o Abulqosim Lohuti; en tadjik Абулқосим Лоҳутӣ— (Kermansah, Pèrsia, 1887 - Moscou, URSS, 16 de març de 1957) fou un poeta i revolucionari comunista persa.
Inicialment va escriure amb el nom de Mirza Ahmad Elhami; el seu primer poema es va publicar al diari Habal al-Mateen a Calcuta quan tenia 18 anys. Va participar en la revolució constitucionalista de 1908 i Sattar Khan li va concedir una medalla per la seva participació en els combats a Rasht contra les forces reialistes. Després de la restauració de la constitució el 1909 va entrar a la gendarmeria on va arribar a comandant. Va viatjar a Bulgària on va escriure poemes sobre l'islam. En tornar a Pèrsia fou acusat de subversió, fou condemnat a mort per la cort de Qom i va haver de fugir a l'Imperi Otomà, a Sulaymaniyya. El 1915 va retornar a Kirmanshah per ser entrenat per participar en el moviment contra la intervenció europea, en cooperació amb el xeic Muhammad Khiyabani a Tabriz. En aquest temps va escriure al diari Bisutun a Kirmanshah i va fundar el Partit dels Treballadors. Les seves forces van derrotar les de Mahmud Khan Puladeen, però l'arribada de reforços el va posar en fuita i es va dirigir a Turquia i a Istanbul es va dedicar a l'ensenyament i va publicar un diari en persa anomenat Pars. El 1921 va poder tornar a Pèrsia i reintegrat a la gendarmeria però el febrer de 1922 es va posar al front d'un intent colpista a Tabriz que fou avortat i va haver de fugir a Bakú i a Nakhitxevan on es va interessar pel comunisme. Es va casar amb la poetessa russa Sisil Banu.
El 1925 es va dirigir a Duixanbe, al Tadjikistan, on fou comissari adjunt d'educació i va esdevenir president honorari de la Unió d'Escriptors Tadjiks. Va rebre l'orde de Lenin i fou considerat el fundador de la poesia soviètica tadjik i és considerat el poeta comunista persa més important. Va escriure l'himne nacional tadjik.
Altres obres destacades de Lahuti són:
- Kovai Ohingar (Kaveh el Ferrer, 1947)
- Qasidai Kremel (Oda al Kremlin, 1923)
- Toj va Bairaq (La corona i la bandera, 1935).

Va morir el 16 de març de 1957 a Moscou. La col·lecció de les seves poesies, en sis volums, fou publicada el 1960-1963.